# Pontedeume
Pontedeume – gmina w Hiszpanii, w prowincji A Coruña, w Galicji, o powierzchni 29,26 km². W 2011 roku gmina liczyła 8324 mieszkańców.